# Andreaea turgescens
Andreaea turgescens är en bladmossart som beskrevs av W. P. Schimper och C. Müller 1851. Andreaea turgescens ingår i släktet sotmossor, och familjen Andreaeaceae. Inga underarter finns listade i Catalogue of Life.